# Europastraße 18

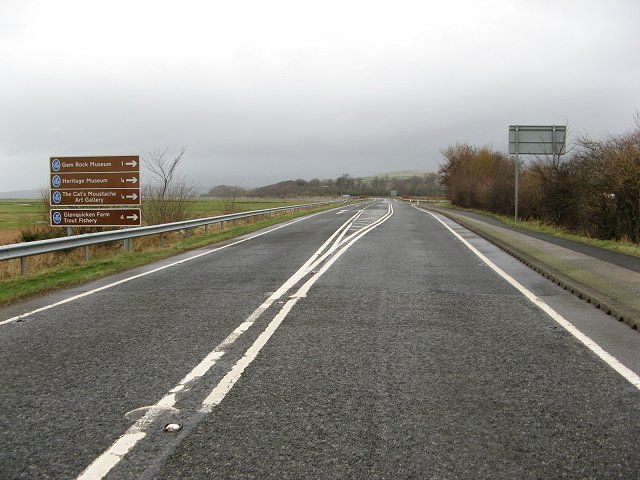
E 18 bei Creetown (Schottland)

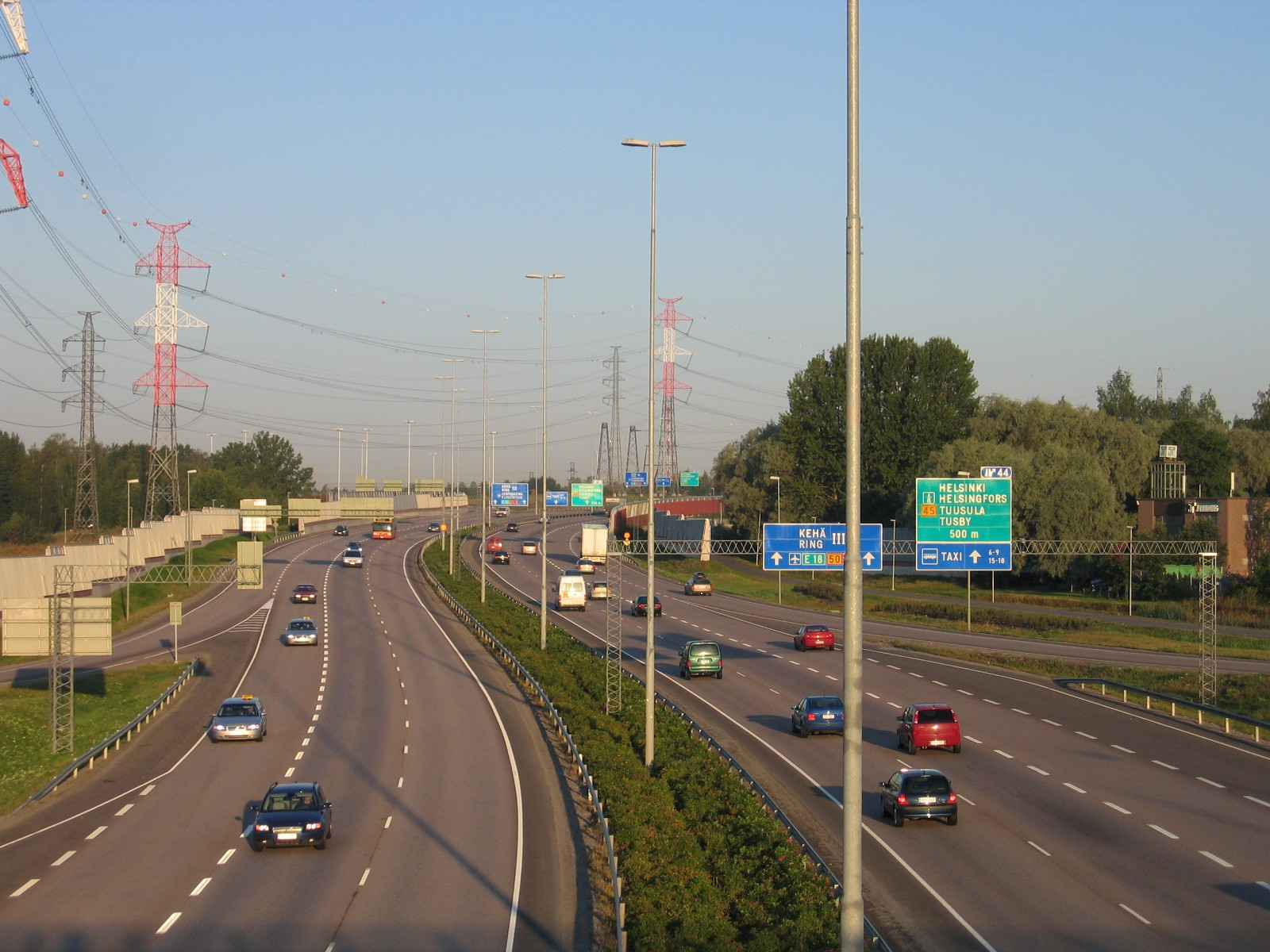
E 18 in Vantaa, Finnland

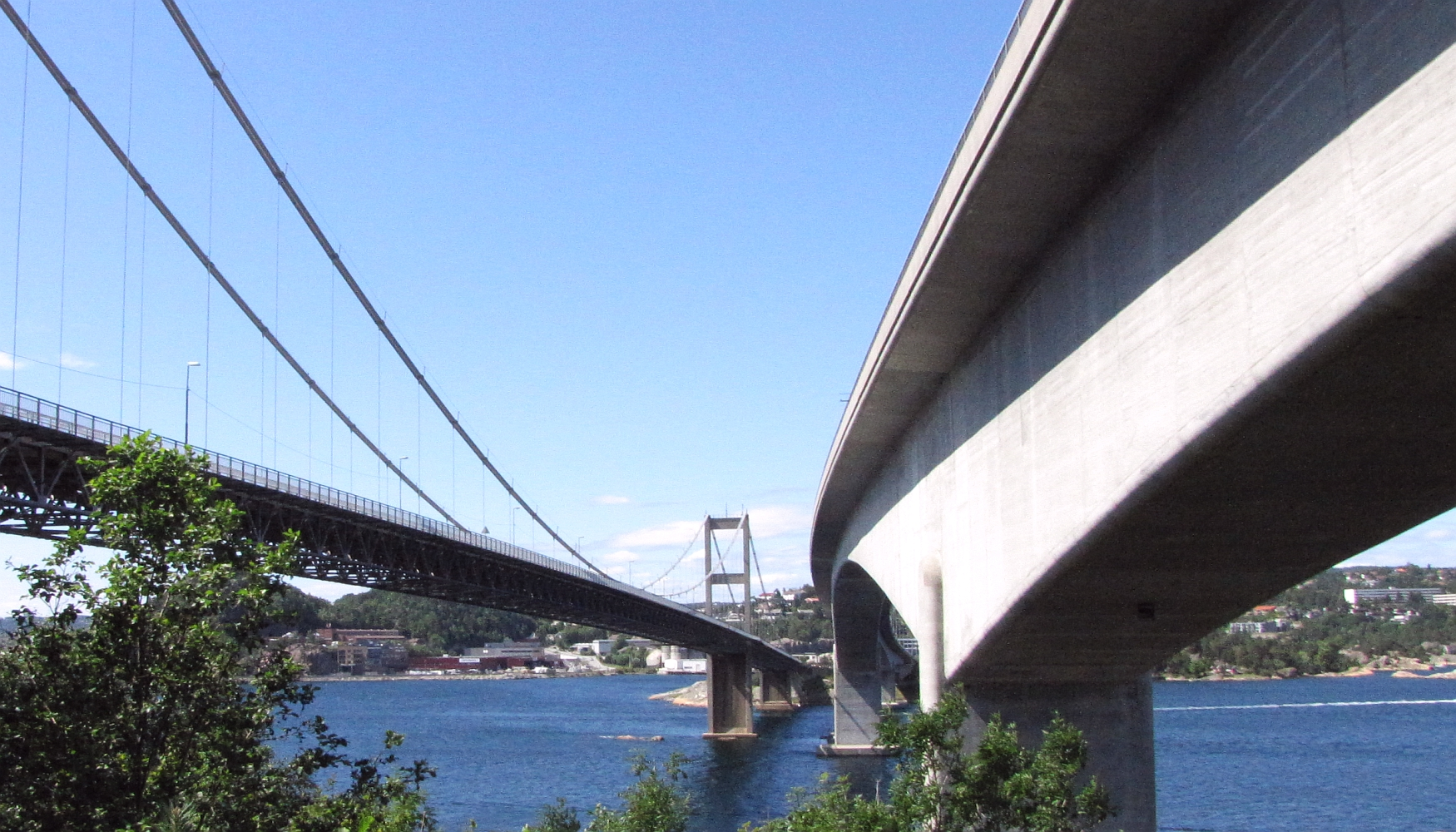
Brücken der E 18/Rv 91 in Kristiansand über den Topdalsfjord: rechts Varoddbrücke aus 1994, links gleichnamige Hängebrücke aus 1956

Die Europastraße 18 (kurz E 18) ist eine Europastraße, die sich über eine derzeitige Gesamtlänge von 1880 km in West-Ost-Richtung durch Nordirland, Großbritannien, Norwegen, Schweden, Finnland und Russland erstreckt.

## Nordirland
In Nordirland führt die E 18 über eine Länge von 80 km von Craigavon nach Osten über Belfast nach Larne (Aufzählung nur der wichtigsten Stationen an oder nahe der E 18). 
{\displaystyle \rightarrow } Fährverbindung: Larne – Stranraer

## Großbritannien
In Großbritannien verläuft die E 18 über eine Länge von 260 km von Stranraer, Gretna (bis dahin als A75 road) und weiter über Carlisle als A69 road nach Newcastle. 
{\displaystyle \rightarrow } Fährverbindung: Newcastle – Kristiansand

## Norwegen
In Norwegen führt die E 18 über eine Länge von 330 km von Kristiansand über Grimstad, Arendal, Porsgrunn, Larvik, Sandefjord, Horten, Drammen, Oslo und Askim an die schwedische Grenze nach Ørje.
Die Teilstrecke von Kristiansand nach Grimstad wurde als Projekt öffentlich-privater Partnerschaft (PPP) zu einem vierstreifigen Autobahnabschnitt ausgebaut. Der 38 km lange Streckenabschnitt mit mehr als 60 Brücken, 30 Betonbauwerken und acht Tunneln wurde 2009 für den Verkehr freigegeben.

## Schweden
In Schweden verläuft die E 18 über eine Länge von 435 km von der norwegischen Grenze bei Töcksfors weiter nach Karlstad, Örebro, Västerås und Stockholm zum Fährhafen Kapellskär. 
{\displaystyle \rightarrow } Fährverbindung: Kapellskär – Naantali (Reederei Finnlines)

## Finnland
In Finnland führt die E 18 auf einer Länge von 510 km über Turku, Helsinki und Kotka  an die russische Grenze nach Virolahti.

## Russland
In Russland verläuft die E 18 weiter über eine Länge von 265 km über Wyborg nach Sankt Petersburg.